# リンゲール県
リンゲール県 (Département de Linguère)はセネガル北部ルーガ州東部にある県。リンゲール、ダーラの2市と、バルケジ郡、ドッジ郡、サガッタ・ジョロフ郡、ヤン・ヤン郡からなる。県都はリンゲール。